# Laura Fedele
Laura Fedele (Genova, 12 settembre 1959) è una cantautrice, pianista e insegnante di canto italiana.

## Biografia
Nata a Genova, ma di origini napoletane, si trasferisce ventenne a Milano, dove frequenta la locale scena jazz. 
Nei suoi lavori rivisita il repertorio della tradizione jazz (dedica un album a Nina Simone) e blues, e non disdegna la musica popolare e la rilettura di classici di cantautori, italiani e internazionali (un intero album omaggia Tom Waits). Nella stagione 1999-2000 ha portato in scena lo spettacolo teatrale-musicale Il ballista e la pianista, basato su testi di Dario Fo.
Nel 1995 partecipa al Premio Tenco. Nel marzo 2015 ha vinto il "Premio Donna 8 Marzo: Una vita per la musica", assegnatole dall’Associazione Amici del Conservatorio G.Verdi di Milano, presieduta dallo stesso direttore del Conservatorio, il Maestro Alessandro Melchiorre. Laura Fedele è inoltre autrice del libro “Il canto: appunti di viaggio”, edito da Curci. 
Nel 2024 ha pubblicato il suo ultimo album Mood Swings.
È stata docente di canto jazz presso il Conservatorio di musica "G. Verdi" di Como e attualmente  presso la Civica Scuola di Musica Claudio Abbado di Milano.

## Discografia

### Album
- 1984 - Right Now ...
- 1987 - Strie
- 1989 - Anomalé
- 1993 - Effetto voce
- 1996 - Laura Fedele
- 2000 - Pearlstopig
- 2003 - Pornoshow - Laura Fedele interpreta Tom Waits
- 2005 - Independently Blue - Le canzoni di Nina Simone - live
- 2008 - Monna Lizard[9]
- 2011 - Free to Be Jazz (Music Center)
- 2014 - Blues and Other Vices
- 2017 - First Take (Music center)
- 2023 - Shake Your Shimmy (come The Jolly Shoes Sisters (con Veronica Sbergia))
- 2024 - Mood Swings[7]